# Countdown: Jerusalem
Countdown: Jerusalem is een Amerikaanse film uit 2009 van The Asylum met Kim Little.

## Verhaal
Journaliste Allison is op een dag plotseling haar jonge dochtertje kwijt. Ze begint met zoeken, maar ontdekt al snel dat het niet zomaar om een vermissing gaat. Want hoe dichter Allison bij de waarheid komt, hoe meer ze verwikkeld raakt in een serie rampzalige gebeurtenissen, die weleens een nieuwe wereldoorlog tot gevolg kunnen hebben.

## Rolverdeling
| Acteur           | Personage     |
| ---------------- | ------------- |
| Kim Little       | Allison       |
| Clint Browning   | Joseph        |
| Russell Reynolds | Itzhak        |
| Mark Hengst      | Mark Thompson |
| Audrey Latt      | Mary          |